# Nguyễn Xuân Khoát
Nguyễn Xuân Khoát (11 tháng 2 năm 1910 – 7 tháng 5 năm 1993) là một nhạc sĩ và là Chủ tịch đầu tiên của Hội Nhạc sĩ Việt Nam. Ông không chỉ được xem là Người anh cả, là Cánh chim đầu đàn của nền tân nhạc Việt Nam, mà còn là người có công đầu khơi lại giá trị nghệ thuật của ca trù – một trong những di sản phi vật thể của Việt Nam.

## Cuộc đời
Nguyễn Xuân Khoát sinh ngày 11 tháng 2 năm 1910, trong một gia đình Công giáo tại phố Nhà Thờ ở Hà Nội.

### Trước Cách mạng tháng Tám
Năm 1927, ông cùng với vài người bạn như Nguyễn Hữu Hiếu, Nguyễn Văn Giệp bắt đầu theo học contrebasse tại Conservatoire Français d'Extrême-Orient (Nhạc viện Viễn Đông), một nhạc viện do người Pháp lập ra tại Hà Nội. Nhưng chỉ sau 3 năm, Pháp cho đóng cửa học viện này vì cho rằng "người Việt Nam" không có khả năng âm nhạc. Nguyễn Xuân Khoát cùng các bạn buộc phải chơi nhạc ở các hộp đêm để kiếm sống. Ông có thể chơi thành thạo violin, piano và nhất là contrebass. Năm 1936, ông tham gia ban kịch Tinh Hoa do nhà thơ Đoàn Phú Tứ thành lập. Đây là ban kịch tồn tại lâu nhất tại thời điểm bấy giờ, biểu diễn đến tận Huế, Đà Nẵng và Hội An.
Nguyễn Xuân Khoát đã tự học chèo, ca trù và phổ những bài ca dao quen thuộc của âm nhạc dân gian Việt Nam như "Thằng Bờm", "Con voi", "Con cò mày đi ăn đêm". Sáng tác mới đầu tay của ông là bài "Bình minh" (phổ thơ của Thế Lữ) được in ngày 31 tháng 7 năm 1938 trên tờ "Ngày Nay" số 121. Bài hát sử dụng chất liệu ngũ cung của phương Đông với hệ ký âm của phương Tây. Đây được xem là một trong những cột mốc mở đầu nền Tân nhạc Việt Nam. Năm 1942, ông tham gia nhóm Xuân Thu nhã tập cùng với nhà thơ Đoàn Phú Tứ, Nguyễn Lương Ngọc, họa sĩ Nguyễn Đỗ Cung, nhà thơ Nguyễn Xuân Sanh. Không chỉ phổ nhạc bài thơ "Màu thời gian" của Đoàn Phú Tứ, "Xây mơ" của Nguyễn Xuân Sanh, ông còn kết hợp với Thế Lữ làm ra ca kịch "Trầm Hương Đình". Từ phần lời của Thế Lữ, Nguyễn Xuân Khoát đã viết ca khúc "Chào người chìm bóng" cho ca kịch này.

### Sau Cách mạng tháng Tám
Nguyễn Xuân Khoát, in tạp chí báo Tiên Phong
Đầu năm 1945, khi nạn đói dần lan đến Hà Nội, ông cùng Thế Lữ và một số nhạc sĩ khác như Đoàn Phú Tứ, Bùi Công Kỳ, Văn Chung tổ chức Đoàn ca vũ nhạc Anh Vũ, biểu diễn xuyên Việt, hưởng ứng phong trào Cách mạng Tháng Tám ở miền Trung với nhạc phẩm "Uất hận". Đây là một trong những nhạc phẩm gây tiếng vang lớn trong thời kỳ cách mạng ở Việt Nam đang lên cao trào. Nguyễn Xuân Khoát từng tự hát và đệm phong cầm bài hát này trên sân khấu rạp hát Phan Lương. Sau khi trở về Hà Nội, ông đã đăng bài viết "Nguyện vọng âm nhạc" trên tạp chí Tiên Phong của Hội Văn hóa cứu quốc và tham gia hoạt động cho Hội Khuyến nhạc của Lưu Quang Duyệt. Ông cũng là thành viên chính trong ban nhạc của Quán Nghệ sĩ ở Hà Nội.
Sau khi nước Việt Nam Dân chủ Cộng hòa ra đời, nhạc sĩ Lưu Hữu Phước được bổ nhiệm là Trưởng phòng Thiếu nhi (thuộc nha Thể dục, Bộ Thanh niên). Đầu năm 1946, Tổng bộ Việt Minh dự định thành lập Trung ương Nhạc viện nhưng bất thành vì sự trở lại của quân đội Pháp. Sau khi Toàn quốc kháng chiến bùng nổ vào ngày 19 tháng 12, Nguyễn Xuân Khoát gia nhập Đoàn kịch Tháng Tám của Bộ Nội vụ. Trước đó, Lưu Hữu Phước đã bàn với Nguyễn Xuân Khoát cùng một vài nhạc sĩ khác về việc thành lập đoàn nghệ thuật đầu tiên của Việt Nam. Đến đầu năm 1947, đoàn "Nhạc kịch thiếu nhi kháng chiến" ra đời. Đoàn nhạc kịch chủ yếu biểu diễn những ca khúc vốn có được biên đạo Tống Ngọc Hạp sân khấu hóa thành điệu nhảy. Dàn nhạc của đoàn do Nguyễn Xuân Khoát chỉ huy chỉ gồm 1 trống, vài cây đàn mandolin, alto, băng cầm và sáo.
Cũng như nhiều cơ quan chính phủ khác, Nguyễn Xuân Khoát cùng gia đình và bạn bè trong đoàn kịch rời Hà Nội để đến căn cứ địa Việt Bắc. Ông vượt sông Hồng, qua Việt Trì đến vùng trung du phía cực Tây Phú Thọ. Đoàn nhạc kịch của ông cũng biểu diễn khắp an toàn khu Việt Bắc (Cao – Bắc – Lạng, Hà – Tuyên – Thái). Trong hành trình di tản này, ông được chứng kiến và nghe kể về những đợt tấn công của quân đội Pháp. Bị ảnh hưởng bởi sự oán thán của người dân, tình cảnh những nhà thờ bị tàn phá, ông đã bắt đầu sáng tác bài "Tiếng chuông nhà thờ" ngay khi đến bến Việt Trì. Sau khoảng 1 tuần thì bài hát mang âm hưởng thánh ca này hoàn thành và được in trên giấy dó tại cơ quan Đoàn Văn nghệ kháng chiến, họa sĩ Tô Ngọc Vân là người trình bày bìa. Phó giáo sư, nhà nghiên cứu Tú Ngọc nhận định, nhạc phẩm này được xem là mẫu hình đầu tiên của thể loại ca khúc hợp xướng thời kỳ 1945 – 1954 của âm nhạc Việt Nam.
Sau khi hoàn thành "Tiếng chuông nhà thờ", Nguyễn Xuân Khoát đã rời Đoàn Văn nghệ kháng chiến và nhập ngũ. Trong những năm tháng đi hành quân, ông đã cho ra đời nhiều tác phẩm như "Đoàn quân cứu thương", "Chiều Việt Bắc" và đặc biệt là "Hát mừng chiến thắng". Năm 1952, chỉ một thời gian ngắn sau khi nhập ngũ, ông cùng các nhạc sĩ, nghệ sĩ như Tô Vũ, Lê Yên, Thế Lữ xây dựng Đoàn Văn công Nhân dân Trung ương. Sau khi thành lập, Đoàn Văn công do ông làm trưởng đoàn, Thế Lữ và Lưu Hữu Phước làm phó đoàn. Đến năm 1954, ông lại được điều về Ban Nhạc vũ – tiền thân của Hội Nhạc sĩ Việt Nam – cùng với Tô Vũ, Đặng Đình Hưng, Văn Chung, Nguyễn Đình Phúc và Lê Yên.

### Sau chiến dịch Điện Biên Phủ
Tháng 5 năm 1954, Chiến dịch Điện Biên Phủ kết thúc, miền Bắc Việt Nam tái lập hòa bình, ông đã sáng tác bản hành khúc hợp xướng "Ta đã lớn" sử dụng một đoạn khá dài trong bài thơ dài "Ta đi tới" của Tố Hữu. Đây được xem là bản hành khúc ra đời sớm nhất trong giai đoạn này. Sau khi quân đội Việt Nam tiếp quản Thủ đô Hà Nội, Nguyễn Xuân Khoát là một trong những lãnh đạo của Ban Nhạc vũ thuộc Hội Văn nghệ Việt Nam đã cùng các cơ quan quân dân chính vào Hà Nội trước để chuẩn bị cho việc tiếp quản và lãnh đạo các ban ngành liên quan. Đầu năm 1955, Chủ tịch Hồ Chí Minh và chính phủ Việt Nam Dân chủ Cộng hòa về Hà Nội. Rất nhiều nhạc phẩm về việc tiếp quản Hà Nội đã ra đời trong thời gian này, trong đó có "Thủ đô thân mến" của Nguyễn Xuân Khoát. Năm 1957, Hội Nhạc sĩ Việt Nam chính thức được thành lập bởi 5 nhạc sĩ bao gồm Đỗ Nhuận, Lưu Hữu Phước, Văn Cao, Nguyễn Văn Tý và Nguyễn Xuân Khoát, ông cũng trở thành Chủ tịch đầu tiên của hội.
Nhà nghiên cứu Nguyễn Thụy Kha đã từng nhận xét "Nguyễn Xuân Khoát đã tạo dựng được một đội ngũ âm nhạc hùng hậu như một binh chủng đặc biệt với sức công phá của âm thanh còn lớn hơn bom đạn, tạo nên bức tranh âm nhạc thời chống Mỹ hoánh tráng nhất, rock nhất từ trong bản thể âm thanh...", chính là nói về vai trò của Nguyễn Xuân Khoát trong những năm đảm nhận vai trò Chủ tịch Hội Nhạc sĩ Việt Nam. Trong những năm này, ông đã cho ra đời nhiều nhạc phẩm như nhạc cảnh "Vượt Sông Cái", nhạc cho vở kịch "Lu Ba", nhạc cho phim "Trở lại Điện Biên", "Đôi bạn". Năm 1965, ông sáng tác bài hát "Thanh niên làm theo lời Bác", cùng tên với nhạc phẩm nổi tiếng của nhạc sĩ Hoàng Hà đã ra đời trước đó 12 năm. Bài hát được sáng tác trong những năm Chiến tranh Việt Nam diễn ra khốc liệt, thanh niên miền Bắc Việt Nam tự nguyện nhập ngũ vào chiến đấu ở chiến trường miền Nam. Năm 1970, bài thơ "Bài ca dâng Đảng" của nhà thơ Nguyên Hồ dài 814 câu được in trên Báo Nhân Dân và Báo Quân đội nhân dân đã nhận được nhiều lời khen từ độc giả. Nguyễn Xuân Khoát đã trích một nhiều câu trong bài thơ này để phổ thành bài hát "Từ khi có Đảng". Bài hát đã được đăng trên Báo Nhân Dân và tuyển chọn in trong tập bài hát "Chào mừng Đảng Lao động Việt Nam" do Nhà xuất bản Văn hóa ấn hành năm 1970. Không chỉ sáng tác những ca khúc với những đề tài quen thuộc, ông còn có những ca khúc dành cho thiếu nhi như "Lúa thu", "Ông giẳng ông giăng", "Bài ca chữ S".
Bên cạnh những nhạc phẩm có lời ca, Nguyễn Xuân Khoát còn sáng tác nhiều bản hòa tấu, nổi bật nhất là hai tổ khúc "Ông Gióng" và "Sơn Tinh Thủy Tinh" viết cho dàn nhạc cụ dân tộc vốn là nhạc cho hai bộ phim hoạt họa. Tổ khúc "Ông Gióng" được rút ra từ nhạc phim hoạt hình búp bê "Chuyện Ông Gióng" – bộ phim đã đoạt giải Bồ câu Vàng tại Liên hoan phim quốc tế Leipzig năm 1970 – và trở thành bản hòa tấu độc lập gồm 6 chương cho Dàn nhạc Dân tộc tổng hợp. Trong viết nhạc phim, ông đã cho đàn bầu – một nhạc cụ truyền thống của Việt Nam – và cello – một nhạc cụ của phương Tây – thay phiên nhau phụ họa cho lời ru của mẹ Gióng. Còn trong phim "Sơn Tinh Thủy Tinh", bên cạnh các nhạc cụ phương Tây như vĩ cầm, cello, kèn fagotte, ông chủ yếu sử dụng đàn bầu và các bộ gõ Việt Nam như trống đế của chèo, trống con, trống cái, sênh tiền, thanh la. Ngoài ra, ông còn sáng tác những nhạc phẩm dành riêng cho các nhạc cụ gõ, bộ gõ như tổ khúc bốn mùa "Xuân – Hạ – Thu – Đông" và tổ khúc tứ bình "Trúc – Cúc – Tùng – Mai". Đặc biệt, trong bản hòa tấu "Mùa hè" ("Hạ" trong tổ khúc bốn mùa) ông đã sử dụng một nhạc cụ dân gian cổ truyền của miền Trung chính là sênh sứa. Những tác phẩm này của ông đã được dàn nhạc gõ Phù Đổng trình diễn ở nhiều nơi trong và ngoài nước, rất được khán giả hoan nghênh.

### Việt Nam tái lập hòa bình
Ông sống cùng vợ tại khu tập thể Nguyễn Công Trứ (Phố Huế, Hai Bà Trưng, Hà Nội). Dù đã cao tuổi, nhưng ông vẫn tiếp tục sáng tác nhiều ca khúc mới, đặc biệt là cho các phong trào sáng tác ở Hà Nội. Năm 1979, chiến tranh biên giới Việt–Trung nổ ra. Một đợt biểu diễn ca nhạc đặc biệt đã được tổ chức tại Nhà hát Lớn Hà Nội để phản đối cuộc xung đột vũ trang này. Để hưởng ứng buổi biểu diễn, Nguyễn Xuân Khoát đã sáng tác bài "Giờ đây là giờ sinh tử" trong 1 đêm. Năm 1988, ông tiếp tục sáng tác bài "Chúng tôi quét" nói về đề tài sạch đẹp đường phố, sạch đẹp tư tưởng con người để hưởng ứng phong trào sáng tác đề tài nếp sống của thành phố.
Ngoài việc sáng tác, ông còn có nhiều bài tiểu luận, bài viết đăng trên các báo và tạp chí với những chuyên khảo về ca trù tuồng, chèo truyền thống. Những năm cuối đời, ông vẫn tiếp tục giữ gìn và truyền lại đam mê với bản sắc dân tộc, nghệ thuật cổ truyền cho các thế hệ kế cận thông qua các cuộc nói chuyện, bài viết, tác phẩm, tuyển tập ca khúc, sách chuyên khảo hay album tác giả. Ông được xem là một trong những người đặt nền móng cho việc nghiên cứu âm nhạc chèo, ca trù và âm nhạc dân tộc cổ truyền Việt Nam.

## Cuối đời và vinh danh
Với những đóng góp của ông cho nền Tân nhạc Việt Nam, ông được xem là "anh cả" của âm nhạc Việt Nam hiện đại, nhiều người còn thân mật gọi ông là "Cụ cả Khoát". Ông qua đời vào ngày 7 tháng 5 năm 1993, an táng tại Nghĩa trang Mai Dịch, Hà Nội. Năm 1996, ông được truy tặng Giải thưởng Hồ Chí Minh về văn học nghệ thuật ngay trong đợt trao thưởng đầu tiên với 5 tác phẩm bao gồm: "Tiếng chuông nhà thờ", "Ta đã lớn", "Thanh niên làm theo lời Bác", "Ông Gióng" và "Sơn Tinh Thủy Tinh". Ngày 11 tháng 1 năm 2011, lễ kỷ niệm 100 năm ngày sinh của ông đã được tổ chức tại trụ sở Hội Nhạc sĩ Việt Nam. Lễ kỷ niệm có sự tham gia của nhà thơ Hữu Thỉnh – Chủ tịch Uỷ ban Liên hiệp các Hội Văn học nghệ thuật Việt Nam, cùng nhiều nghệ sĩ như Nghệ sĩ nhân dân Quang Thọ, Nghệ sĩ ưu tú Dương Minh Đức, Quốc Hưng. Hiện nay, tên của ông được đặt cho một tuyến phố ở quận Bắc Từ Liêm, thành phố Hà Nội, nối từ cuối phố Đỗ Nhuận đến đường trục khu đô thị Tây Hồ Tây. Năm 2021, đạo diễn Nguyễn Trung Thành bắt đầu thực hiện bộ phim Ả đào, một dự án phim tài liệu về nghệ thuật bảo trợ của Viện Văn hóa nghệ thuật quốc gia Việt Nam. Nguyễn Xuân Khoát là một trong những nhân vật xuất hiện trong bộ phim.

## Một số tác phẩm

### Thanh nhạc
| Năm  | Nhạc phẩm                               | Ghi chú                                                                                       | Nguồn         |
| ---- | --------------------------------------- | --------------------------------------------------------------------------------------------- | ------------- |
| 1938 | "Bình minh"                             | Thơ của Thế Lữ                                                                                | [ 57 ]        |
| 1939 | "Con voi"                               |                                                                                               | [ 58 ] [ 59 ] |
| 1939 | "Con cò đi ăn đêm"                      |                                                                                               | [ 60 ]        |
| 1940 | "Xây mơ"                                | Thơ của Nguyễn Xuân Sanh                                                                      | [ 61 ]        |
| 1940 | "Thằng Bờm"                             |                                                                                               | [ 60 ]        |
| 1942 | "Màu thời gian"                         | Thơ của Đoàn Phú Tứ                                                                           | [ 62 ]        |
| 1945 | "Uất hận"                               |                                                                                               | [ 24 ]        |
| 1946 | "Giết giặc"                             | Thơ của Tố Hữu                                                                                | [ 63 ]        |
| 1946 | "Tiếng chuông nhà thờ"                  | 1 trong 5 tác phẩm được trao Giải thưởng Hồ Chí Minh                                          | [ 64 ]        |
| 1948 | "Hát mừng bộ đội chiến thắng"           |                                                                                               | [ 65 ]        |
| 1954 | "Ta đã lớn"                             | Một phần bài thơ "Ta đi tới" của Tố Hữu, 1 trong 5 tác phẩm được trao Giải thưởng Hồ Chí Minh | [ 34 ]        |
| 1958 | "Hò kiến thiết"                         | Phỏng theo dân ca miền Bắc                                                                    | [ 46 ]        |
| 1965 | "Thanh niên làm theo lời Bác"           | 1 trong 5 tác phẩm được trao Giải thưởng Hồ Chí Minh                                          | [ 66 ]        |
| 1969 | "Theo lời Bác gọi"                      | Thơ của Lê Kỳ Văn                                                                             | [ 67 ] [ 68 ] |
| 1970 | "Từ khi có Đảng"                        | Một phần bài thơ "Bài ca dâng Đảng" của Nguyên Hồ                                             | [ 41 ]        |
|      | "Hồn xuân"                              |                                                                                               | [ 69 ]        |
|      | "Tay súng sẵn sàng - tay lúa vững vàng" |                                                                                               | [ 70 ]        |
| 1979 | "Giờ đây là giờ sinh tử"                | Sáng tác khi Chiến tranh biên giới Việt–Trung 1979 nổ ra                                      | [ 48 ]        |

### Khí nhạc
| Năm  | Nhạc phẩm                 | Ghi chú                                                                                      | Nguồn         |
| ---- | ------------------------- | -------------------------------------------------------------------------------------------- | ------------- |
|      | "Nhớ miền Nam"            | Dành cho đàn bầu                                                                             | [ 71 ]        |
|      | "Tiếng pháo giao thừa"    | Dành cho bộ gõ                                                                               | [ 72 ] [ 73 ] |
| 1955 | "Vượt sông Cái"           | Được xem là thanh xướng kịch đầu tiên của Việt Nam                                           | [ 74 ]        |
|      | "Trống Tràng thành"       | Dành cho đàn piano                                                                           |               |
|      | "Trúc – Cúc – Tùng – Mai" | Dành cho bộ gõ                                                                               |               |
| 1970 | "Ông Gióng"               | Tổ khúc của bộ phim "Chuyện Ông Gióng", 1 trong 5 tác phẩm được trao Giải thưởng Hồ Chí Minh | [ 75 ] [ 76 ] |
| 1972 | "Sơn Tinh, Thủy Tinh"     | Nhạc phim "Sơn Tinh Thủy Tinh", 1 trong 5 tác phẩm được trao Giải thưởng Hồ Chí Minh         | [ 77 ]        |

## Đánh giá
- Nhà nghiên cứu âm nhạc Nguyễn Thụy Kha:

| “                  | Ông hiểu âm nhạc đến cốt lõi, rung đồng trong từng nhấn nhá của nốt để mường tượng, để bay về nhiều phía mơ hồ của tâm linh. | ” |
| — Nguyễn Thụy Kha, | |   |

- Nhà nghiên cứu âm nhạc cổ truyền, Giáo sư Trần Văn Khê:

| “               | Tuy được đào tạo theo phương pháp của Pháp, của Tây Âu mà không vọng ngoại, lại dùng kiến thức thu thập từ bên ngoài, cộng với khả năng của mình để tìm tòi, học hỏi, sưu tầm vốn cổ cha ông để lại... Anh và tôi đều say mê nhạc dân tộc, tìm hiểu, hấp thụ, tiêu hóa nhạc dân tộc, học nhạc cổ, không phải vì nệ cổ, mà tạo cho mình một cơ sở vững vàng để dựa trên truyền thống mà sáng tạo cái gì mới hơn. | ” |
| — Trần Văn Khê, | |   |

- Nhà soạn nhạc Jason Gibbs, người được xem là có những khảo cứu và tư liệu đầy đủ nhất về nhạc Việt Nam từ thời tiền chiến cho tới nay:

| “              | Nguyễn Xuân Khoát được kính trọng về nghề nhạc và sự hết lòng vì âm nhạc Việt Nam, nhưng ông coi khinh các dạng nhạc nhảy phổ thông, và vì thế những ca khúc của ông không được trình diễn rộng rãi vào lúc đó. | ” |
| — Jason Gibbs, | |   |

## Khen thưởng
- Huân chương Độc lập hạng Nhất.[80]
- Giải thưởng Hồ Chí Minh về Văn học nghệ thuật (1996)